# Bogdan Kroll
Bogdan Kroll (ur. 7 października 1928 w Łodzi, zm. 15 października 1999 w Warszawie) – polski historyk, archiwista, dyrektor Archiwum Akt Nowych 1980–1994.

## Życiorys
Urodził się jako syn Gustawa (1898–1982), oficera stacjonującego w Łodzi 28 pp. Strzelców Kaniowskich Wojska Polskiego, i Stanisławy z Kłodawskich. Jego ojciec brał udział w bitwie pod Kockiem w październiku 1939, od maja 1940 do aresztowania przez Niemców w marcu 1944 był komendantem Podobwodu ZWZ-AK Szydłowiec, a od 1951 należał do łódzkiej siatki wywiadu amerykańskiego i Organizacji Gehlena założonej na terenie Polski za zgodą Rządu RP na uchodźstwie przez Wincentego Broniwoja-Orlińskiego i Mariana Szymczaka, rozbitej przez Ministerstwo Bezpieczeństwa Publicznego w 1953; zmarł w budzących podejrzenia okolicznościach w kilka tygodni po ogłoszeniu w Polsce stanu wojennego i śmierci żony.
Pod koniec lat 30. i w czasie okupacji niemieckiej Kroll mieszkał z rodziną w kamienicy przy pl. 3 Maja w Szydłowcu. Po wojnie uczył się w Dwuletniej Oficerskiej Szkole Broni Pancernej, potem w latach 1949–1950 pracował w Zarządzie Wojewódzkim ZMP w Poznaniu. Tam też zaczął studia historyczne na Uniwersytecie Poznańskim. Po dwóch latach przeniósł się na Uniwersytet Warszawski, gdzie w 1954 skończył studia I stopnia, a w 1959 uzyskał tytuł magistra. W 1975 został doktorem broniąc rozprawy Opieka i samopomoc społeczna w Warszawie 1939–1945, habilitację otrzymał w 1982 na podstawie pracy Rada Główna Opiekuńcza 1939–1945.
1 września 1953 rozpoczął pracę w Archiwum Akt Nowych, początkowo jako praktykant, potem jako kierownik oddziału akt okupacyjnych i kierownik Pracowni Naukowej, od marca 1978 był zastępcą dyrektora, a od maja 1980 do przejścia na emeryturę w marcu 1994 dyrektorem AAN. W 1990 przewodniczył komisji ds. zbiorów archiwalnych MSW.
W czasie swojej pracy porządkował wiele zespołów archiwalnych, m.in. z lat okupacji niemieckiej oraz akta przedwojennego MSZ. Jako współpracownik „Archeionu” publikował na jego łamach artykuły poświęcone metodyce archiwalnej oraz propozycje dotyczące opracowywania archiwaliów. Działał w gremiach Naczelnej Dyrekcji Archiwów Państwowych. 
Jako znawca dziejów II wojny światowej zajmował się też omówieniami źródeł archiwalnych do tego okresu.
Odznaczony był m.in. Srebrnym Krzyżem Zasługi, Złotym Krzyżem Zasługi oraz Krzyżem Kawalerskim Orderu Odrodzenia Polski.
Dwukrotnie żonaty; z drugą żoną, Eugenią Joanną Pawel, miał syna Andrzeja (ur. 1984).
Zmarł 15 października 1999 w Warszawie, pochowany na cmentarzu Północnym.

## Publikacje książkowe
- Opieka i samopomoc społeczna w Warszawie 1939–1945. Stołeczny Komitet Samopomocy Społecznej i warszawskie agendy Rady Głównej Opiekuńczej, PWN, Warszawa 1977.
- Rada Główna Opiekuńcza 1939–1945, Książka i Wiedza, Warszawa 1985.